# Bahnstrecke Petrovice u Karviné–Karviná-Doly
| Kursbuchstrecke: | 32a (1962)           |                                                 |                                                 |
| Streckenlänge: | 11,4 km              |                                                 |                                                 |
| Spurweite: | 1435 mm (Normalspur) |                                                 |                                                 |
| Streckengeschwindigkeit: | 40 km/h              |                                                 |                                                 |
| |                      |                                                 |                                                 |
| \| \| \| von Kraków (vorm. KFNB) \| \| \| \| 0,0 \| Petrovice u Karviné früher Petrovice u Bohumína \| Petrovice u Karviné früher Petrovice u Bohumína \| \| \| \| nach Břeclav (vorm. KFNB) \| \| \| \| \| vlečka sídliště Stalingrad \| \| \| \| 3,3 \| Karviná-Stalingrad \| Karviná-Stalingrad \| \| \| 5,0 \| Karviná město früher Fryštát \| Karviná město früher Fryštát \| \| \| 6,2 \| Ráj \| Ráj \| \| \| 7,1 \| Karviná-Darkov lázně \| Karviná-Darkov lázně \| \| \| \| Olše \| \| \| \| 8,4 \| V Lipinách \| V Lipinách \| \| \| \| von (Košice–) Louky nad Olší (vorm. Ks.Od.) \| \| \| \| 11,4 \| Karviná-Doly früher Karviná hl. n. \| Karviná-Doly früher Karviná hl. n. \| \| \| \| nach Bohumín (vorm. Ks.Od.) \| \| |                      |                                                 |                                                 |
| Strecke |                      | von Kraków (vorm. KFNB)                         | von Kraków (vorm. KFNB)                         |
| Bahnhof | 0,0                  | Petrovice u Karviné früher Petrovice u Bohumína | Petrovice u Karviné früher Petrovice u Bohumína |
| Abzweig geradeaus und nach rechts |                      | nach Břeclav (vorm. KFNB)                       | nach Břeclav (vorm. KFNB)                       |
| Abzweig geradeaus und ehemals nach rechts |                      | vlečka sídliště Stalingrad                      | vlečka sídliště Stalingrad                      |
| ehemaliger Haltepunkt / Haltestelle | 3,3                  | Karviná-Stalingrad                              | Karviná-Stalingrad                              |
| Betriebs-/Güterbahnhof Strecke ab hier außer Betrieb | 5,0                  | Karviná město früher Fryštát                    | Karviná město früher Fryštát                    |
| Haltepunkt / Haltestelle (Strecke außer Betrieb) | 6,2                  | Ráj                                             | Ráj                                             |
| Haltepunkt / Haltestelle (Strecke außer Betrieb) | 7,1                  | Karviná-Darkov lázně                            | Karviná-Darkov lázně                            |
| Brücke über Wasserlauf (Strecke außer Betrieb) |                      | Olše                                            | Olše                                            |
| Haltepunkt / Haltestelle (Strecke außer Betrieb) | 8,4                  | V Lipinách                                      | V Lipinách                                      |
| Abzweig ehemals geradeaus und von links |                      | von (Košice–) Louky nad Olší (vorm. Ks.Od.)     | von (Košice–) Louky nad Olší (vorm. Ks.Od.)     |
| Dienststation / Betriebs- oder Güterbahnhof | 11,4                 | Karviná-Doly früher Karviná hl. n.              | Karviná-Doly früher Karviná hl. n.              |
| Strecke |                      | nach Bohumín (vorm. Ks.Od.)                     | nach Bohumín (vorm. Ks.Od.)                     |

Die Bahnstrecke Petrovice u Karviné–Karviná-Doly ist eine nur dem Güterverkehr dienende Eisenbahnverbindung in Tschechien, die ursprünglich von der k.k. privilegierten Kaiser Ferdinands-Nordbahn (KFNB) als Lokalbahn Petrowitz–Karwin erbaut und betrieben wurde. In Betrieb ist heute nur noch der Abschnitt von Petrovice u Karviné nach Karviná (früher Fryštát/Freistadt), die weitere Strecke bis Karviná-Doly ist stillgelegt und abgebaut. 

## Geschichte
Die Konzession für die Lokalbahn Petrowitz–Karwin erhielt die KFNB am 26. Juli 1896. Teil der Konzession war die Verpflichtung, die Strecke innerhalb von einem und einem halben Jahr fertigzustellen und „dem öffentlichen Verkehre zu übergeben“. Ausgestellt war die Konzession bis zum 31. Dezember 1983. Eröffnet wurde die Strecke am 1. September 1898 nur für den Güterverkehr. Den Betrieb führte die KFNB selbst aus.
Nach der Verstaatlichung der KFNB am 1. Jänner 1906 gehörte die Strecke zum Netz der k.k. Staatsbahnen (kkStB). Ab 1. Jänner 1907 übernahmen die kkStB auch die Betriebsführung. 
Nach dem Ersten Weltkrieg kam die Strecke zu den neu gegründeten Tschechoslowakischen Staatsbahnen (ČSD). Diese nahmen nun auch den Reiseverkehr auf. Im Jahr 1921 wies der Fahrplan der Lokalbahn bis zu sechs gemischte Zugpaare 2. und 3. Klasse über die Gesamtstrecke aus. Vier weitere verkehrten zwischen Petrowitz und Freistadt. Sie benötigten für die zehn Kilometer lange Strecke etwa 40 Minuten.

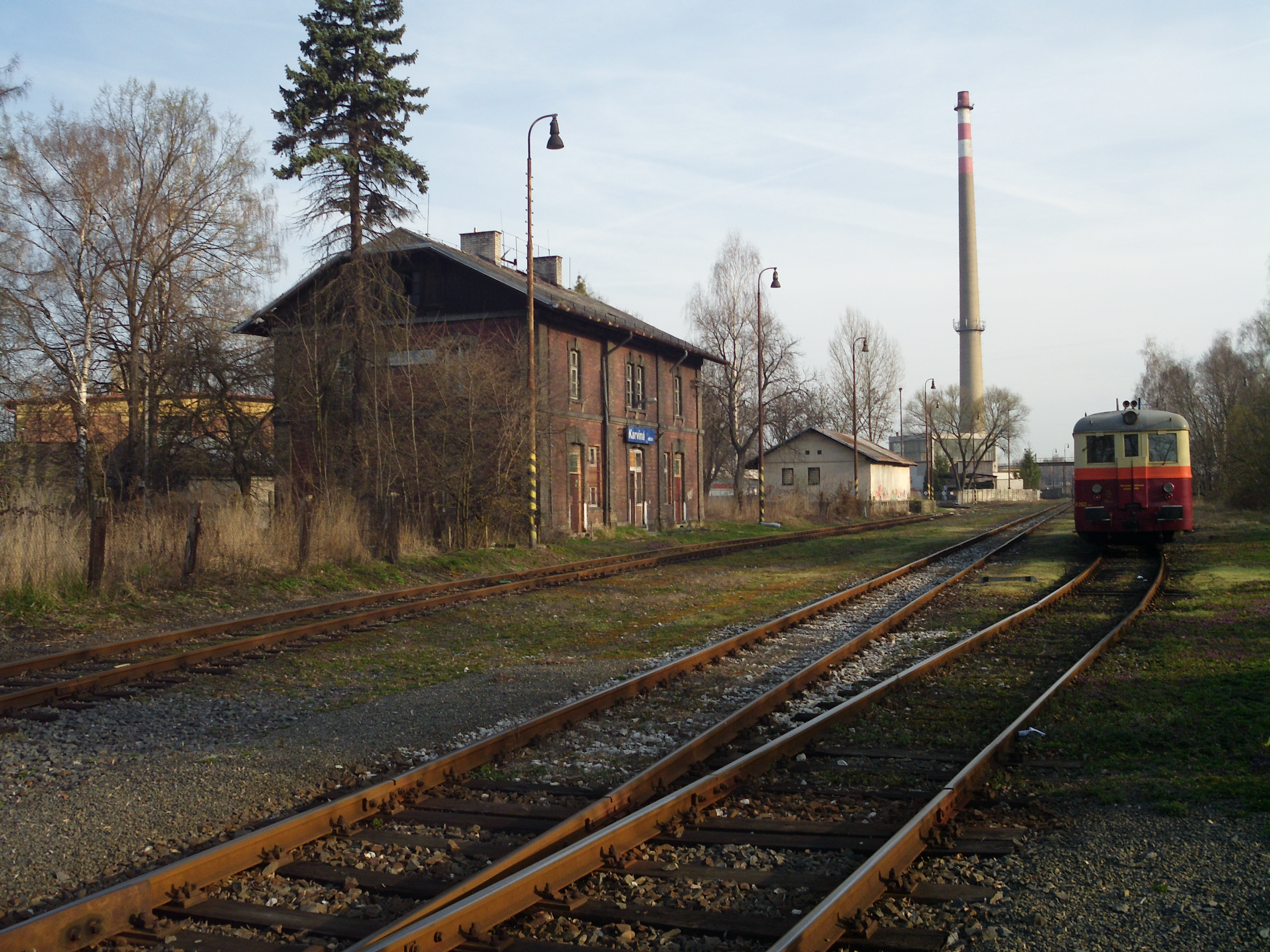
Bahnhof Karviná město (2014)

Mitte der 1930er Jahre kam es mit dem Einsatz moderner Motorzüge zu einer signifikanten Verdichtung des Fahrplanes als auch zu einer deutlichen Fahrzeitverkürzung auf 23 Minuten. Der Winterfahrplan von 1937/38 verzeichnete bis zu 16 Zugpaare täglich, die sämtlich als Motorzug verkehrten.
Im Oktober 1938 annektierte die Republik Polen das gesamte Olsagebiet und damit auch das Bahngebiet. Bis zum Beginn des Zweiten Weltkrieges gehörte die Strecke nun zum Netz der Polnischen Staatsbahnen (PKP). Nach der Besetzung Polens durch das Deutsche Reich im Herbst 1939 kam die Strecke dann zur Deutschen Reichsbahn, Reichsbahndirektion Oppeln. Im Reichskursbuch war die Verbindung nun als Kursbuchstrecke 149p Petrowitz–Karwin enthalten. Nach dem Ende des Zweiten Weltkrieges kam die Strecke wieder vollständig zu den ČSD.
Der Abschnitt zwischen Karviná město und Karviná hlavní nádraží (heute Karviná-Doly) wurde im Zusammenhang mit der Neutrassierung der Strecke Louky nad Olší–Bohumín und dem Bau eines neuen Bahnhofes Karviná hlavní nádraží im Jahr 1959 stillgelegt. Zwischen Petrovice u Karviné und Karviná město wurde der planmäßige Personenverkehr am 26. Mai 1962 eingestellt. Im Fahrplan von 1959/60 waren 13 Personenzugpaare zwischen Petrovice und Karviná hlavní nádraží verzeichnet, die fast alle als Motorzug verkehrten. Ein weiteres bediente nur den Abschnitt zwischen Petrovice und Karviná město.